# 金浦站 (韓國)
金浦站（：／ Gimpo yeok */?）曾为韩国铁路金浦线上的一个铁路车站，位于金浦线的终点，已于1980年被废止。

## 历史
- 1951年8月20日：车站启用[1]。
- 1980年7月1日：车站停用[2]。